# Comuna Rașcov, Stînga Nistrului
Comuna Rașcov este o comună din Unitățile Administrativ-Teritoriale din Stînga Nistrului, Republica Moldova. Este formată din satele Rașcov (sat-reședință) și Iantarnoe.
Conform recensământului din anul 2004, populația localității era de 2.159 locuitori, dintre care 198 (9.17%) moldoveni (români), 1.835 (84.99%) ucraineni si 96 (4.44%) ruși.